# بوزما (آيت تاهلا)
بوزما هو دُوَّار يقع بجماعة أكرض، إقليم الصويرة، جهة مراكش آسفي في المملكة المغربية. ينتمي الدوّار لمشيخة آيت تاهلا التي تضم 8 دواوير. يقدر عدد سكانه بـ 62 نسمة حسب الإحصاء الرسمي للسكان والسكنى لسنة 2004.

## روابط خارجية
- البوابة الوطنية للجماعات الترابية نسخة محفوظة 12 مارس 2018 على موقع واي باك مشين.
- المندوبية السامية للتخطيط